# Economia de les Seychelles

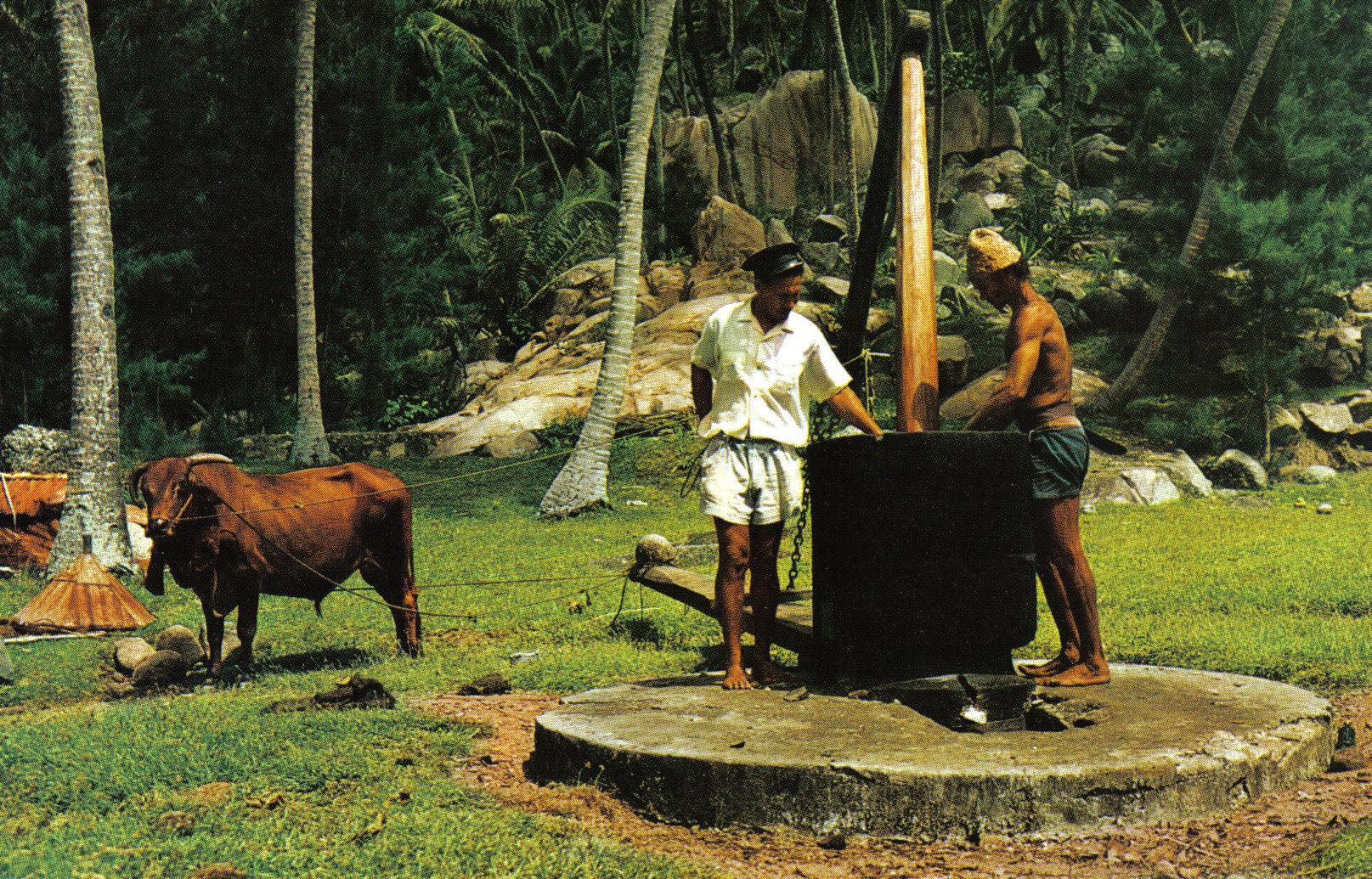
Molí tradicional d'oli de coco alimentat amb bous. Els cocos secs es trituren i se n'extreu oli. Dècada del 1970.

L'Economia de les Seychelles, des de independència de 1976, la producció per capita d'aquest petit arxipèlag va créixer set vegades quan la comparem als nivells anteriors a la independència. El creixement ha estat impulsat pel sector turístic - que empra prop de 30% de la mà d'obra i proporciona més de 70% dels ingressos en moneda forta -, i per la pesca del tonyina. Aquests últims anys el govern ha incentivat la inversió estrangera amb la intenció de modernitzar els hotels i altres serveis.
Al mateix temps, el govern hi ha fet esforços per reduir la dependència del turisme, promovent el desenvolupament de la creació d'animals, de l'agricultura, pesca, i de la fabricació en petita escala. El PIB va créixer entre 7% i 8% en el període 2006-2007 a causa d'un creixement del turisme i a l'expansió de les construccions d'hotels en aquest període. El creixement va sofrir una retracció de gairebé 9% el 2009 a causa de la caiguda del turisme.